# Selbstbildnis in Matrosenbluse
Selbstbildnis in Matrosenbluse ist der Titel eines Selbstporträts, das Marianne von Werefkin 1893 in Russland malte. Das Gemälde wurde 1948 von dem Lenzburger Arzt Dr. med. Hans Müller (1897–1989) bei dem Neffen und Haupt-Erben der Werefkin – Alexander von Werefkin (1904–1982) – erworben. Dr. Müller bestimmte das Bild als Schenkung für die Fondazione Marianne Werefkin in Ascona. Es trägt dort die Inventar-Nummer FMW-0-0-1.

## Technik, Maße, Beschriftung, Erhaltungszustand
Es handelt sich um eine Ölmalerei auf Leinwand im Hochformat 69 × 51 cm, die links unten im Bild 1893 datiert ist.
Das Gemälde wurde aus dem Keilrahmen herausgeschnitten, um es in gerolltem Zustand von München über die Schweizer Grenze nach Ascona bringen zu können. Knickfalten in Querrichtung sind die Folge des Transportes in einem Koffer.

## Ikonographie
Dieses „flott gemalte Gemälde“ wurde als ein „Schlüsselbild“ der bildlichen Selbstcharakterisierung von Werefkin betrachtet: „Ungemein selbstsicher und ein wenig spöttisch blickt die 33 Jahre alte Frau aus dem Bild, eine Emanzipierte in jungenhafter Matrosenbluse, die linke Hand auf die Hüfte gestemmt wie ein Gassenjunge. In der rechten hält sie die Pinsel, als seien sie ihre Reitpeitsche.“

## Die Malweise

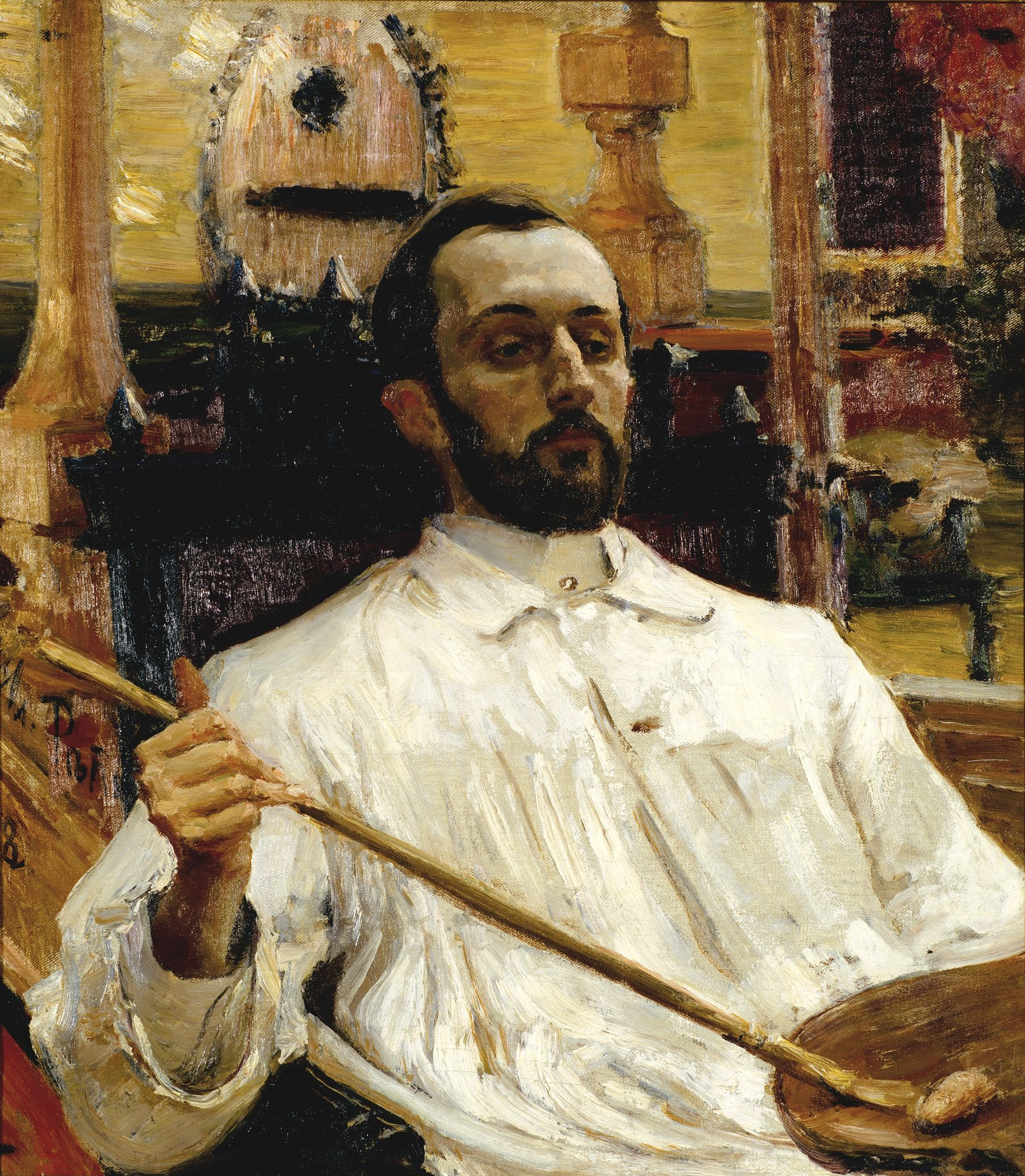
Porträt des Dmitri Kardowski, 1896/97 gemalt von Ilja Jefimowitsch Repin, Öl auf Leinwand

Auffälligerweise fertigte Werefkin das Gemälde mit zwei verschiedenen Malstilen an. Im Wesentlichen bediente sie sich des Naturalismus (bildende Kunst), der in die Zeit zurückweist, als man sie den „russischen Rembrandt“ nannte. Betroffen sind davon der Kopf, der Hals und der Hintergrund. Deutlich weicht von dieser Malweise eine breite und bewegte Pinselführung ab, die an dem Ärmel ihres linken Arms und den Händen der Werefkin beobachtet werden kann. Hierbei handelt es sich um eine Art der Nass-in-Nass-Technik. Vereinzelt, jedoch nicht so betont ausgeführt, findet sie sich auch in dem Gesicht und in der Bluse.
Den Malstil, den Werefkin in diesem Bild praktiziert, ist von dem ihres Lehrers Ilja Jefimowitsch Repin abzuleiten, den dieser noch in der Zeit um 1896/97 anwendete, um das Porträt von Werefkins Freund und Maler-Kollegen Dmitri Nikolajewitsch Kardowski zu malen.